# 心霊マスターテープ2 〜念写〜
『心霊マスターテープ2 〜念写〜』（しんれいマスターテープ2 ねんしゃ）は、2020年12月12日からエンタメ〜テレで放送された日本のホラードラマ。番組のロゴマークでは、別表記で『心靈マスターテープ弐 念寫 nen-sha』を使用している。2021年衛星放送協会オリジナル番組アワード番組部門ドラマ奨励賞受賞。

## 概要
エンタメ〜テレ制作のオリジナルホラードラマ。心霊・ホラー関連のオリジナルビデオ作品を手掛けたディレクターや出演者が多数参加した『心霊マスターテープ』の第2弾作品で、2020年12月から毎月第2・第4土曜日の21:00 - 21:30に全6話で放送される。
本作品から新しく『戦慄怪奇ファイル コワすぎ!』から大迫茂生・久保山智夏や、『心霊調査ビッグサマー』から夏目大一朗・西川千尋なども参加していて、その他にも、VTuberや心霊・ホラー関連を配信しているYouTubeチャンネル関係者も多数出演している。

## あらすじ
出所不明の古い映像フィルムに映っていた「見たら死ぬ念写写真」の謎を追いかけるために、再度集結した心霊ドキュメンタリースタッフ達に起こる不可解な出来事とは？

## キャスト
心霊ディレクターと関係者
- 杉本笑美（Not Found ネット上から削除された禁断動画）
- 涼本奈緒：心霊マスターテープ アシスタント 役
- 古賀奏一郎（Not Found ネット上から削除された禁断動画）
- 岩澤宏樹（心霊玉手匣）
- 寺内康太郎：心霊マスターテープ ディレクター 役
- 大迫茂生（戦慄怪奇ファイル コワすぎ!）：限界戦慄ファイル ヤバすぎ! 獅童仁平 役
- 久保山智夏（戦慄怪奇ファイル コワすぎ!）：限界戦慄ファイル ヤバすぎ! 市山果穂 役
- 川居尚美（心霊ドキュメンタリースタッフ）[6]
- 菊池宣秀（心霊ディレクター）
- 井川広太郎（境界カメラ）
- 徳丸大介（心霊〜パンデミック〜）
- 金井倫子（心霊〜パンデミック〜）
- 谷口猛（心霊×カルト×アウトロー）
- 夏目大一朗（心霊調査ビッグサマー）
- 西川千尋（心霊調査ビッグサマー）
- 中村義洋
- 金田萌黄（ほんとうに映った!監死カメラ）
- 鳥居康剛（ほんとうに映った!監死カメラ）
- 佐藤あずさ（心霊曼邪羅）
- 舞城モアサ（心霊盂蘭盆）
- 松本了
- 新実健一（ドワンゴ プロデューサー）
- 松川のりすけ（Not Found ネット上から削除された禁断動画）
- 島田光（呪いの黙示録）

YouTubeチャンネルなどの関係者
- 家賃の安い部屋（長尾、皆口）
- THC OCCULT RADIO（TOMO、KIMURA、K-SUKE）
- オウマガトキFILM（ヒロ、トモ、T）
- 心霊番組「0」ゼロ（二宮、松本）
- タケウチカメラ
- オカルト探求その夜の鳥（鳥野）
- TwitCasting：禍話（かぁなっき、加藤よしき）
- オカルト部（こめわらし、ここも）
- 心霊 ブルーオニキスチャンネル（まゆ、母カメラ）
- チキンボールチャンネル（K、SHO、GO、アベ）

VTuber
- 朝月るりか
- 村田川こまち
- 桜しゅう
- メタ壱

その他
- 永友春菜：ヨネ 役
- 花乃まみ：小田原志津江 役
- 飯田浩次郎：藏元 役
- コンスタン・ポアザン：白衣の男性 役
- ガンジー横須賀：心霊実験の被験者 役
- 松尾悠：くらもと 役
- 倉橋采里：蒼 役
- 楢葉ももな：寧々 役
- 藤崎舞：美羽 役
- ミランダ愛心：双葉 役
- 來宮そら：太鳳 役
- 品川勝：小田原健三 役
- 小野孝弘：高橋武久 役
- 有賀ひとし：高橋克彦 役
- るんげ：高橋希美 役
- ぽるこ：証言者A 役
- ゆんける：証言者B 役
- 土屋衆：仲介者 役

## スタッフ
- 監督：寺内康太郎
- 脚本：佐上佳嗣、寺内康太郎
- 編集：遠藤香代子
- 音楽：ボン
- 唄：ふゆふきうどん
- 企画・編成：三塚洋佑
- 企画・宣伝：伊藤一之
- プロデューサー：安田和朗、小田泰之
- 制作協力：アムモ98
- 企画・制作：名古屋テレビネクスト
- 制作・著作：エンタメ〜テレ

## 放送日程
| 話数  | 放送日         | サブタイトル       | 脚本                 | 監督       |
| ----- | -------------- | ------------------ | -------------------- | ---------- |
| 第1話 | 2020年12月12日 | 心靈考証のすゝめ   | 佐上佳嗣、寺内康太郎 | 寺内康太郎 |
| 第2話 | 12月26日       | 死ノ寫眞 爭奪戰    | 佐上佳嗣、寺内康太郎 | 寺内康太郎 |
| 第3話 | 2021年1月9日   | 顏の無い監視者     | 佐上佳嗣、寺内康太郎 | 寺内康太郎 |
| 第4話 | 1月23日        | 心靈大戰爭         | 佐上佳嗣、寺内康太郎 | 寺内康太郎 |
| 第5話 | 2月13日        | エースの帰還       | 佐上佳嗣、寺内康太郎 | 寺内康太郎 |
| 第6話 | 2月27日        | 心靈好事家逹ノ挑戰 | 佐上佳嗣、寺内康太郎 | 寺内康太郎 |